# Goederenbank
Een goederenbank is een plaats waar mensen die in armoede leven gratis goederen kunnen verkrijgen. Het hoofddoel van een goederenbank is het bestrijden van armoede en/of het bieden van stageplaatsen aan kansarmen. Waar een voedselbank eetbare/bederfelijke waar verstrekt, is er in een goederenbank (ook) een aanbod van niet bederfelijke waar. Goederenbanken leven doorgaans van subsidie die ontvangen wordt van een gemeentelijke (of provinciale) overheid. Deze overheden halen deze subsidie doorgaans uit hun potje voor armoedebestrijding. In ruil hiervoor vraagt de goederenbank aan bezoekers te bewijzen dat zij behoren tot de doelgroep waarvoor deze subsidie bedoeld is. Zij kunnen dit bijvoorbeeld aantonen door het tonen van een gemeentelijk armenpasje en/of een doorverwijsbrief van maatschappelijk werk/schuldsanering. Op deze manier heeft de subsidiegever de zekerheid dat zijn geld ook daadwerkelijk enkel wordt besteed aan armoedebestrijding.
Goederenbanken worden soms verward met weggeefwinkels. Weggeefwinkels lijken ook wel op goederenbanken omdat zij ook gratis goederen verstrekken. Toch zijn er wezenlijke verschillen. In een weggeefwinkel mag bijvoorbeeld iedereen goederen meenemen. Verder is het zo dat een weggeefwinkel meerdere doelstellingen kan hebben.